# Plac Juliusza Kossaka w Krakowie
Plac Juliusza Kossaka – plac w Krakowie, w dzielnicy I Stare Miasto, u zbiegu ulic Powiśle, Retoryka, Zwierzynieckiej oraz K. Morawskiego, na Nowym Świecie.
Plac zaczął się pojawiać na planach miasta w początkach XIX wieku, opisywany jako „Wygoda, plac pusty zwany Latarnia”. Nazwa Latarnia wzięła się od zniekształconego nieco, nazwiska krakowskich patrycjuszy – Laternów, którzy mieli tutaj w XVI wieku posiadłość. W wieku XVIII znajdowała się tutaj jurydyka Wygoda. 
W 1851 zbudowano tutaj dla W. Kołodziejskiego willę, według projektu Jana Bogumiła Trennera. W 1871 dom ten kupił Juliusz Kossak i zamieszkał tam wraz z żoną i pięciorgiem dzieci. Dworek nazwany „Wygoda”, to dzisiejsza Kossakówka.
Po śmierci Juliusza w roku 1899 plac, dla uczczenia artysty, otrzymał obecną nazwę.

## Zabudowa
Po zachodniej stronie placu na miejscu dzisiejszej kamienicy przy pl. Kossaka 1, w jeszcze w latach 30. XX wieku znajdował się dworek Pod Pawiem, potem wokół placu zaczęto budować czynszowe kamienice. Obecnie w kilku znajdują się hotele.
- pl. Kossaka 1 (ul. Zwierzyniecka 31) – modernistyczna kamienica, obecnie hotel, proj. Alfred Düntuch i Stefan Landsberger (1931)
- pl. Kossaka 2 – kamienica czynszowa, proj. Szulem Mehl (1930)
- pl. Kossaka 3 (ul. K. Morawskiego 2) – kamienica czynszowa, proj. Bernard Birkenfeld (1930)
- pl. Kossaka 4 – dworek Kossakówka, proj. Jan Bogumił Trenner (1851)
- pl. Kossaka 6 – willa Medyńskich, obecnie hotel, proj. Jacek Matusiński (1889)

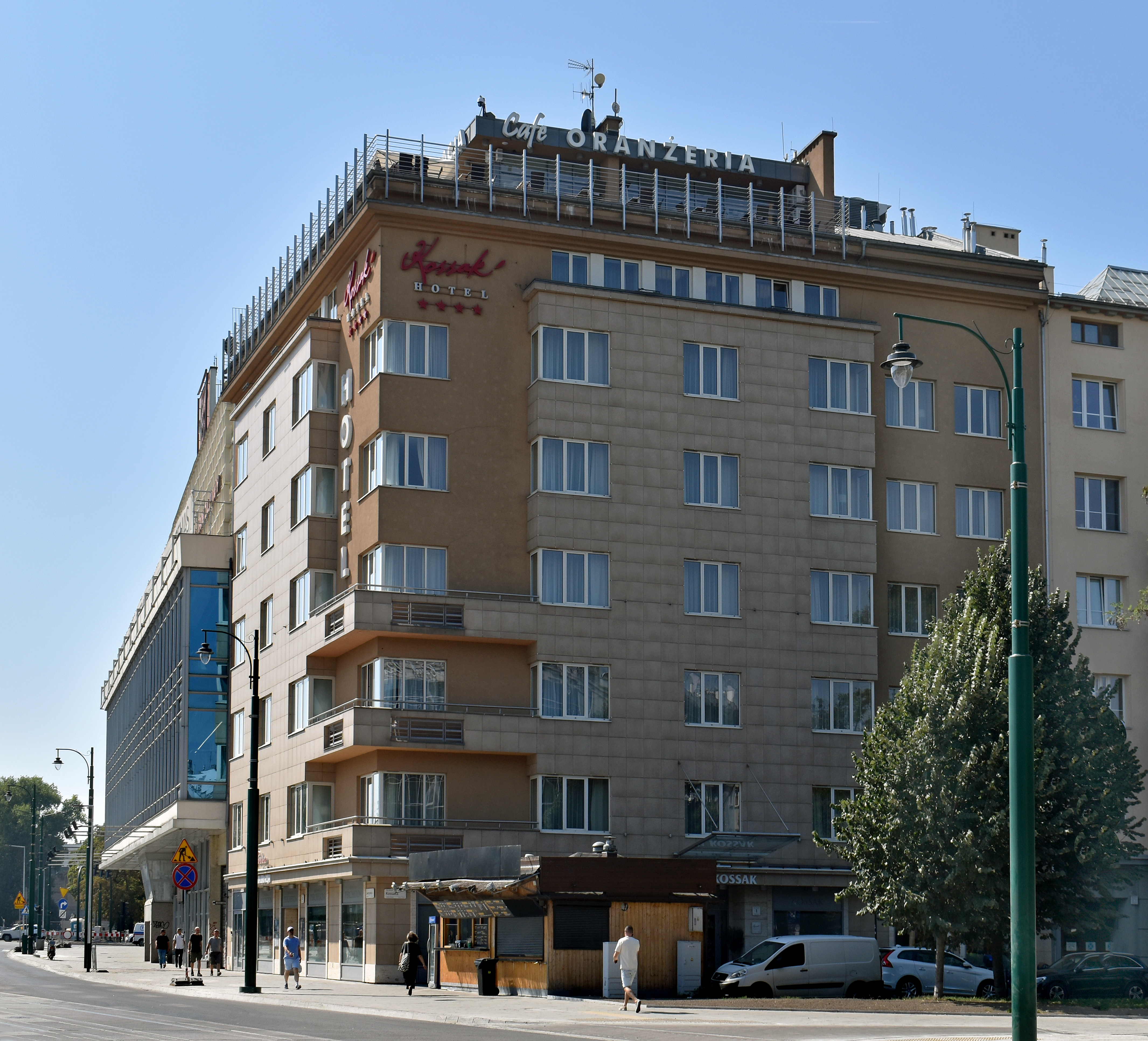
pl. Kossaka 1 (ul. Zwierzyniecka 31) Kamienica czynszowa, obecnie hotel
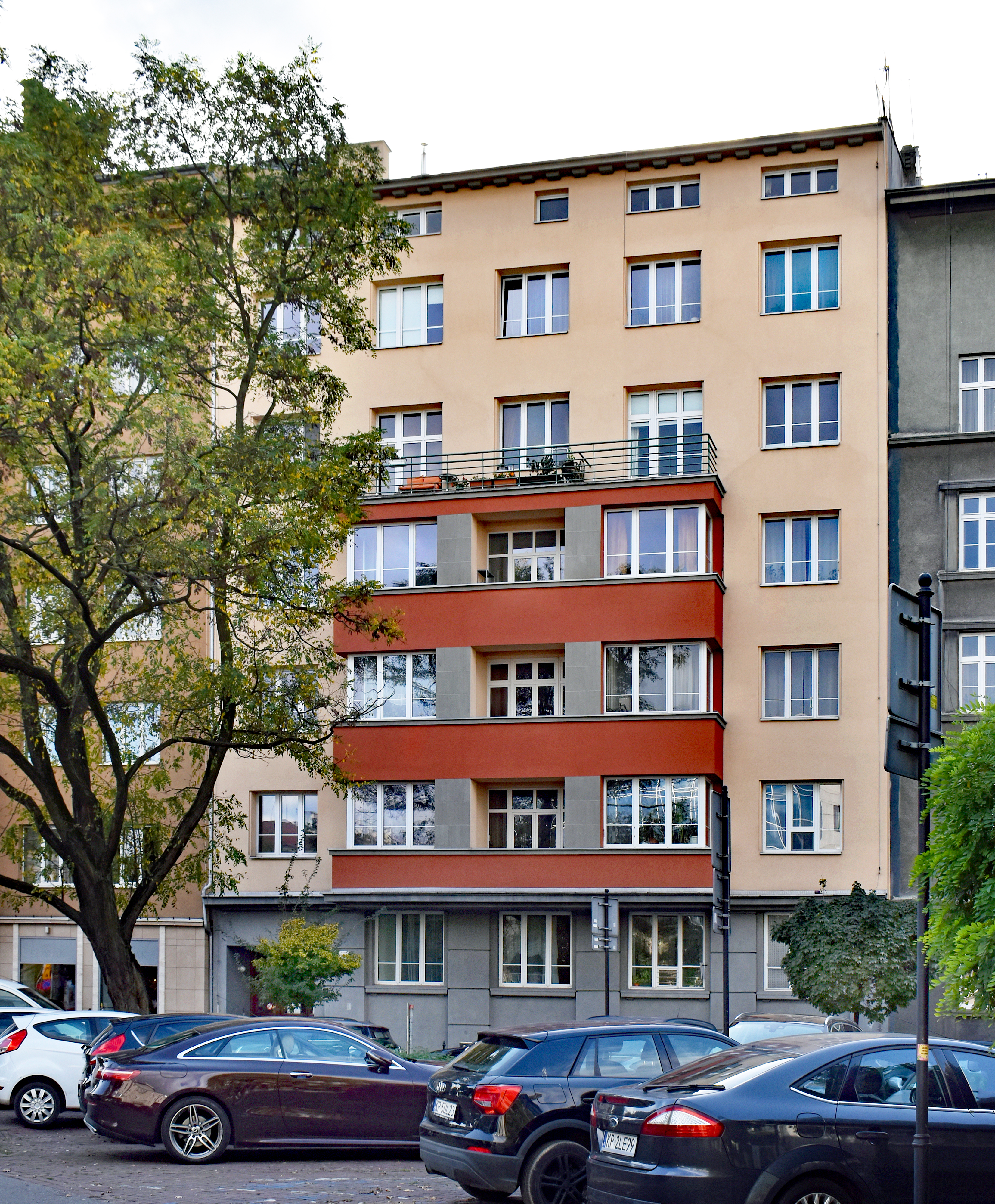
pl. Kossaka 2 Kamienica Antoniny Mehlowej
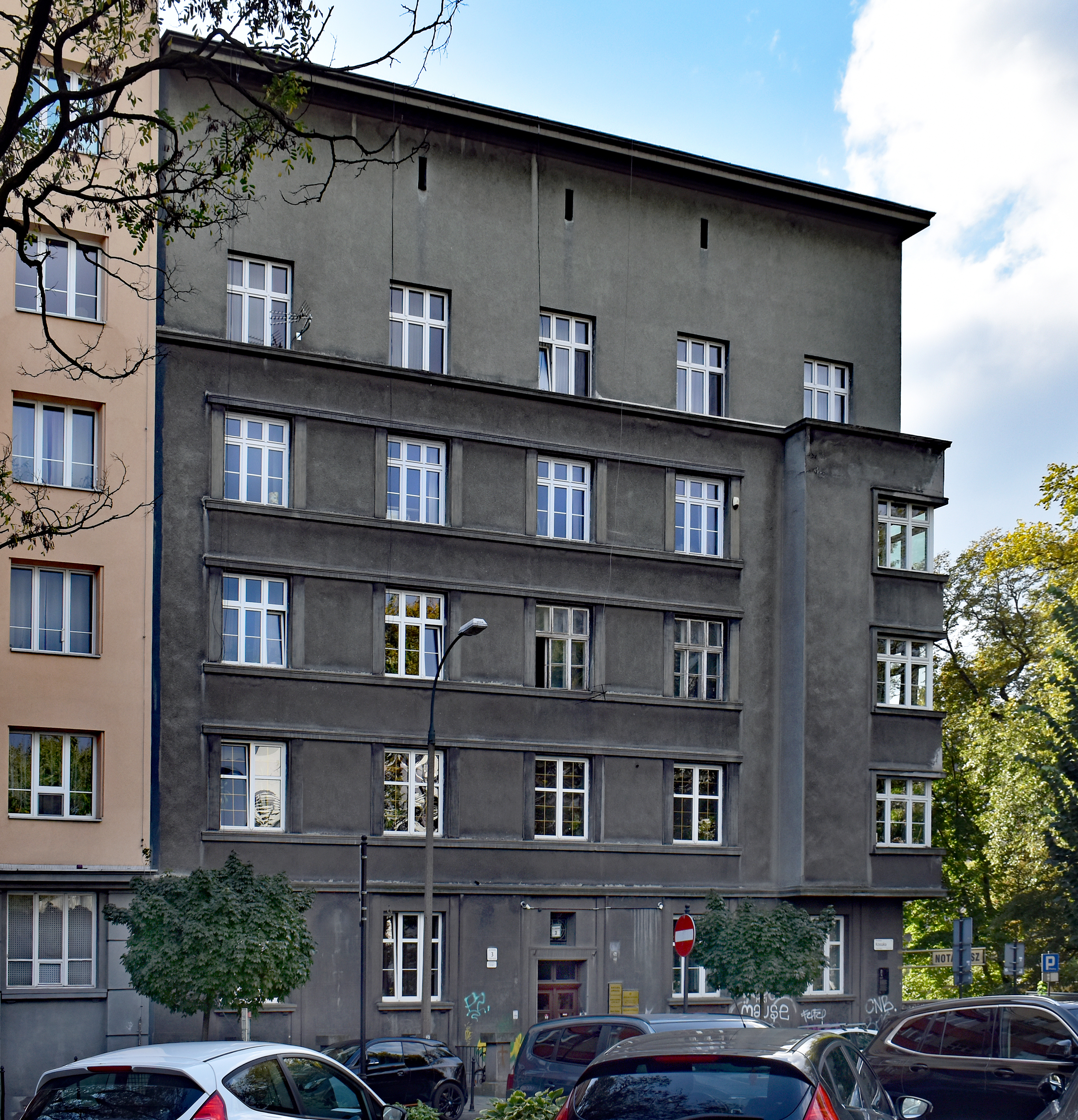
pl. Kossaka 3 (ul. Morawskiego 2) Kamienica czynszowa
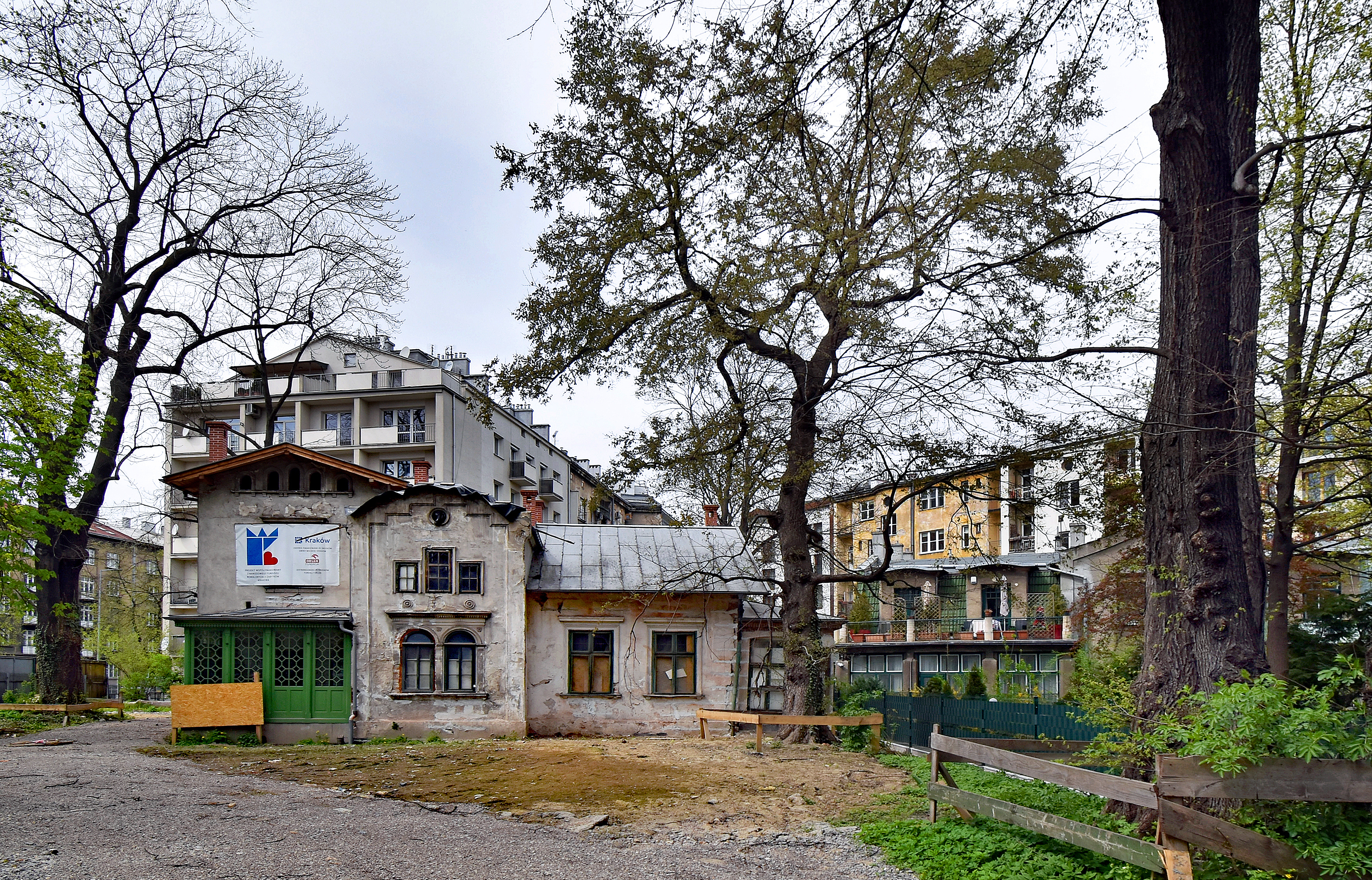
pl. Kossaka 4 Dworek Kossakówka
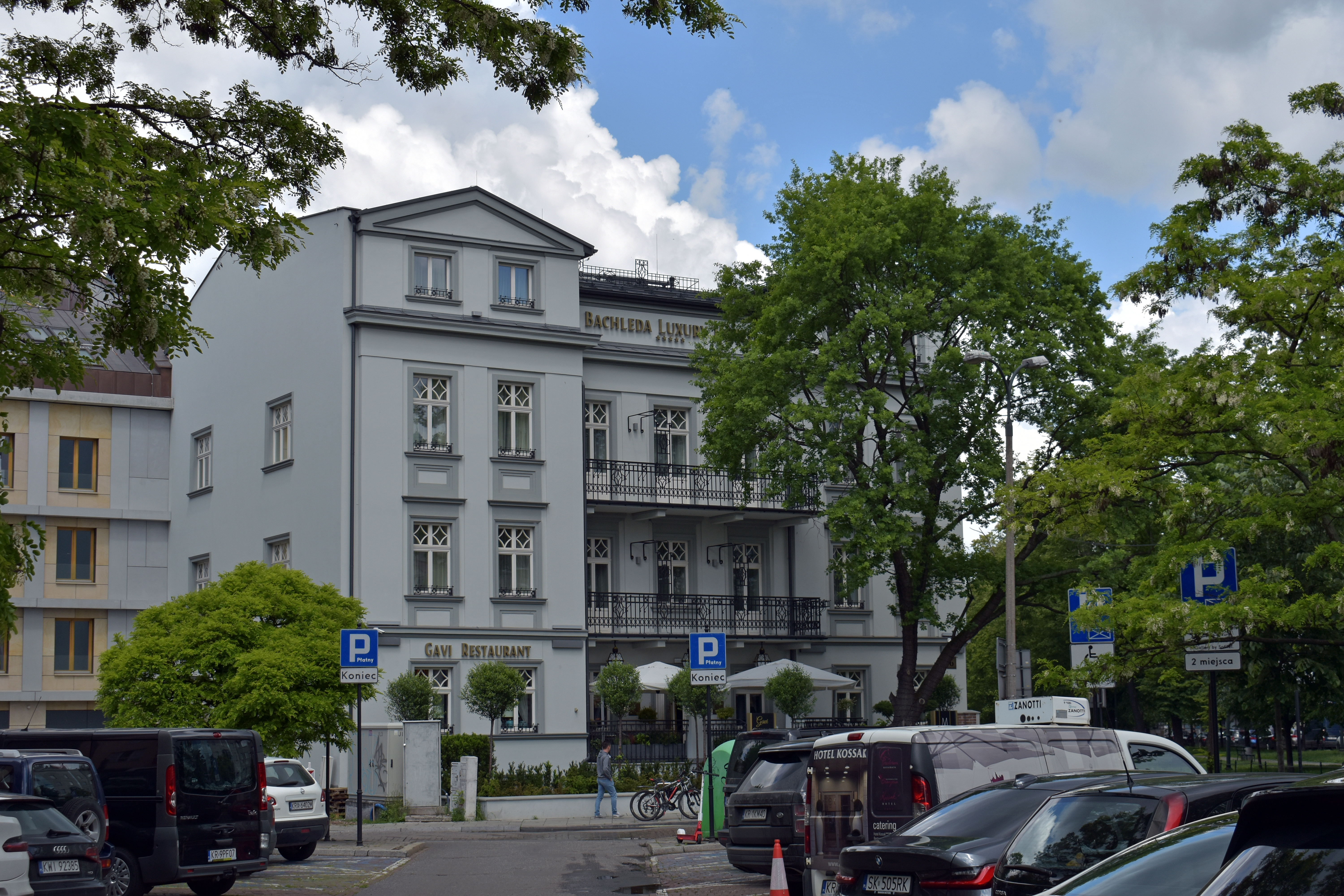
pl. Kossaka 6 Willa Medyńskich

## Źródła
- Elżbieta Supranowicz Nazwy ulic Krakowa, Wydawnictwo Instytutu Języka Polskiego PAN, Kraków 1995, ISBN 83-85579-48-6 s. 79
- Praca zbiorowa Zabytki Architektury i budownictwa w Polsce. Kraków, Krajowy Ośrodek Badań i Dokumentacji Zabytków, Warszawa 2007, ISBN 978-83-9229-8-1 s. 210
- Praca zbiorowa Encyklopedia Krakowa, wydawca Biblioteka Kraków i Muzeum Krakowa, Kraków 2023, ISBN 978-83-66253-46-9 t. 1, s. 714
- Barbara Zbroja Leksykon architektów i budowniczych pochodzenia żydowskiego w Krakowie w latach 1868-1939, Wydawnictwo Wysoki Zamek, Kraków 2023, ISBN 978-83-966500-2-3 s. 154-156, s. 64